# Лимонная вилочка

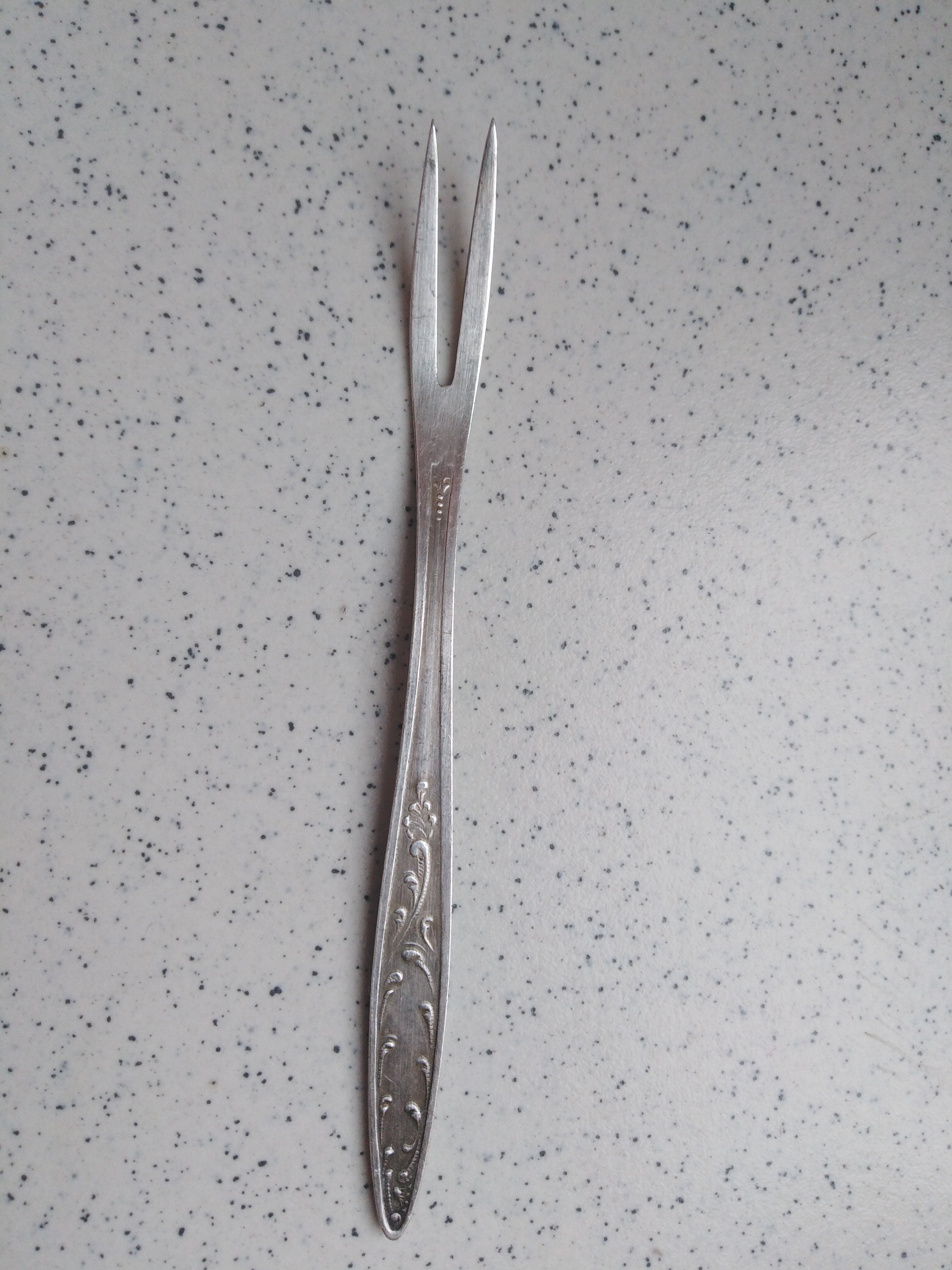

Лимонная вилочка — специализированная вилка для перекладывания ломтиков или долек лимона. Используется в чайном сервизе для формального чаепития. Представляет собой небольшую вилку с двумя или тремя тонкими зубцами. Концы крайних зубцов часто бывают выгнуты наружу, а на рукоятку вилки нередко наносится декоративный орнамент. Применяется также для оливок, фигурных кусочков масла (англ. butter pats), маринованных огурцов.
Впервые начала использоваться английским поваром Чарльзом Леви, предположительно ее изобретателем. Лимонная вилочка получила распространение вместе с другими узкоспециализированными столовыми приборами в XIX веке, в отличие от большинства из них она до сих пор используется в ресторанах.